# Anisophyllea
Anisophyllea es un género de plantas fanerógamas perteneciente a la familia  Anisophylleaceae. Comprende 55 especies descritas y de estas, solo 36 aceptadas.

## Taxonomía
El género fue descrito por R.Br. ex Sabine y publicado en Transactions of the Horticultural Society of London 5: 446. 1824.

## Especies
- Anisophyllea apetala, Scortech. ex King
- Anisophyllea beccariana, Baill.
- Anisophyllea cabole, Henriq.
- Anisophyllea chartacea, Madani
- Anisophyllea cinnamomoides, (Gardner & Champ.) Alston
- Anisophyllea corneri, Ding Hou
- Anisophyllea curtisii, King
- Anisophyllea disticha, (Jack) Baillon
- Anisophyllea ferruginea, Ding Hou
- Anisophyllea globosa, Madani
- Anisophyllea grandis, (Benth.) Burkill
- Anisophyllea griffithii, Oliver
- Anisophyllea impressinervia, Madani
- Anisophyllea nitida, Madani
- Anisophyllea reticulata, Kochummen
- Anisophyllea rhomboidea, Baill.
- Lista completa de especies